# 黑山咀镇
黑山咀镇，是中华人民共和国河北省承德市丰宁满族自治县下辖的一个乡镇级行政单位。

## 行政区划
黑山咀镇下辖以下地区：
黑山咀村、厢黄旗村、窄岭村、平山村、八间房村、坝洲营村、三道沟门村、五道沟门村、大兰营村、小兰营村、大金营村、小营子村、季栅子村、黄土梁村、东沟村、西山神庙村、老米沟门村、西两间房村和喇嘛栅子村。